# ترئویل
ترئویل (به فرانسوی: Tréauville) یک کمون در فرانسه است که در Canton of Pieux واقع شده‌است.

## خصوصیات
ترئویل ۱۲٫۸۴ کیلومترمربع مساحت و ۶۷۵ نفر جمعیت دارد و ۳۰ متر بالاتر از سطح دریا واقع شده‌است.